# Susłouch skalny
Susłouch skalny (Otospermophilus variegatus) – gatunek gryzonia z rodziny wiewiórkowatych (Sciuridae), gatunek typowy rodzaju Otospermophilus. Występuje w Meksyku i w południowo-zachodniej części USA. Wyróżniono 8 podgatunków.
Aby uchronić się przed atakami węży, wiewiórka ta (podobnie jak susłouch plamkowany (O. beecheyi)) potrafi natrzeć swoje futro przeżutą przez siebie skórą grzechotnika maskując w ten sposób własny zapach.